# Гугуянка
Гугуянка (рум. Guguianca) — село у повіті Вилча в Румунії. Входить до складу комуни Іонешть.
Село розташоване на відстані 156 км на захід від Бухареста, 29 км на південний захід від Римніку-Вилчі, 67 км на північний схід від Крайови, 140 км на південний захід від Брашова.

## Населення
За даними перепису населення 2002 року у селі проживали 112 осіб, усі — румуни. Усі жителі села рідною мовою назвали румунську.